# Canistro
Canistro là một đô thị thuộc tỉnh L'Aquila trong vùng Abruzzo của Ý. Ý. Đô thị này có diện tích 15 km², dân số 1043 người. Các làng trực thuộc: Canistro Superiore. Các đô thị giáp ranh gồm: Capistrello, Civitella Roveto, Filettino (FR), Luco dei Marsi